# Limite de Hayashi
La limite de Hayashi, découverte par l'astrophysicien Chushiro Hayashi, est une contrainte qui s'exerce sur le rayon d'une étoile en fonction de sa masse.

## Description
Les étoiles sont à l'équilibre hydrostatique, c'est-à-dire que la force de gravité (force vers l'intérieur ou centripète) est égale à la force de pression du gaz (force vers l'extérieur ou centrifuge). Cet équilibre entre les 2 forces n'est pas toujours possible : si on se donne une masse (donc une force de gravité), imposer l'égalité des 2 forces revient à imposer un rayon maximum défini par la limite de Hayashi.
Ceci influence grandement l'évolution d'une étoile, que ce soit durant sa formation ou plus tard, lorsqu'elle aura consommé presque tout son hydrogène par fusion nucléaire. Le diagramme de Hertzsprung-Russell affiche graphiquement la température de surface d'une étoile en fonction de sa luminosité. Sur ce diagramme, la limite de Hayashi forme une ligne presque verticale à une température d'environ 3500 K. Cependant les modèles de structure stellaire des étoiles « froides » (entièrement convectives) ne fournissent pas une solution à cette ligne.